# Lonchoptera longisetosa
Espèce
Lonchoptera longisetosa est une espèce de diptères de la famille des Lonchopteridae.

## Systématique
Le nom valide complet (avec auteur) de ce taxon est Lonchoptera longisetosa (Yang (d) & Chen (d), 1998).
L'espèce a été initialement classée dans le genre Spilolonchoptera sous le protonyme Spilolonchoptera longisetosa Yang & Chen, 1998.
Lonchoptera longisetosa a pour synonyme :
- Spilolonchoptera longisetosa Yang & Chen, 1998